# Sioux Falls Skyforce
Sioux Falls Skyforce – zawodowy zespół koszykarski, z siedzibą w mieście Sioux Falls, w stanie Dakota Południowa. Drużyna jest członkiem ligi D-League.

## Historia
Klub powstał w 1989 roku i z drobną przerwą występował do 2006 roku w lidze CBA. Był dwukrotnie mistrzem tej ligi (1996, 2005), a także trzykrotnie gospodarzem meczu gwiazd CBA (1996, 2000, 2003). Zespół docierał do finałów ligi jeszcze w 1998 oraz 1999 roku. Przez część sezonu 2000/01 występował w lidze IBL z powodu zawieszenia rozgrywek przez CBA.
Podczas finałów CBA w 1996 roku Skyforce pokonali Fort Wayne Fury 3–2, zdobywający tym samym swoje pierwsze mistrzostwo w historii klubu. Spotkanie numer 5 zakończyło się minimalnym zwycięstwem zespołu, 118-117. W ostatnich sekundach spotkania, przy stanie 117-116 na korzyść zespołu z Fort Wayne debiutant Devin Gray minął obrońcę i oddał rzut równo z syreną końcową zapewniając swojemu zespołowi zwycięstwo, w liczącej  4377 fanów hali Allen County War Memorial Coliseum. Henry James został zdobył statuetkę MVP finałów, notując średnio 23,2 punktu oraz 5,6 zbiórki w trakcie serii finałowej.
2 kwietnia 2005 roku zespół z Sioux Falls sięgnął po raz drugi w historii, po mistrzostwo ligi CBA, pokonując w finale Rockford Lightning 135-126 w spotkaniu numer 4. Corsley Edwards został uznany MVP finałów, podczas których osiągał średnio 21,1 punktu oraz 12,4 zbiórki w trakcie 9 spotkań play-off.
6 kwietnia 2006 roku klub Skyforce dołączył do NBA Development League (NBADL, wcześniej NBDL), po 17 sezonach spędzonych w Continental Basketball Association.
8 stycznia 2007 roku Amir Johnson został pierwszym zawodnikiem w historii klubu, którego przypisano do składu z zespołu NBA – Detroit Pistons.
6 kwietnia 2008 Kasib Powell został uznany NBA D-League MVP. Podczas rozgrywek 2007/08 notował średnio 22,2 punktu, 6 zbiórek oraz 3 asysty w trakcie 40 spotkań. Powell był w tamtym sezonie powoływany dwukrotnie do składu Miami Heat. Jest jak do tej pory jedynym zawodnikiem w historii klubu, który otrzymał nagrodę MVP sezonu zasadniczego.

## Powiązania z zespołamiNBA
- Miami Heat (od 2009)
- Charlotte Bobcats (2007–2009)
- Detroit Pistons (2006–2007)
- Philadelphia 76ers (2012–2013)
- Minnesota Timberwolves (2006–2013)
- Orlando Magic (2011–2013)

## Wyniki sezon po sezonie
| Sezon                  | Liga                   | Konferencja            | Dywizja                | Miejsce                | W   | P   | %    | Play–off |
| ---------------------- | ---------------------- | ---------------------- | ---------------------- | ---------------------- | --- | --- | ---- | --- |
| Sioux Falls Skyforce   |                        |                        |                        |                        |     |     |      | |
| 1989–90                | CBA                    | Narodowa               | Środkowo-Zachodnia     | 3                      | 20  | 36  | 35,7 | |
| 1990–91                | CBA                    | Amerykańska            | Środkowo-Zachodnia     | 3                      | 26  | 30  | 46,4 | |
| 1991–92                | CBA                    | Narodowa               | Południowa             | 4                      | 24  | 32  | 42,9 | |
| 1992–93                | CBA                    | Narodowa               | Środkowo-Zachodnia     | 3                      | 26  | 30  | 46,4 | |
| 1993–94                | CBA                    | Narodowa               | Środkowo-Zachodnia     | 3                      | 24  | 32  | 42,9 | |
| 1994–95                | CBA                    | Narodowa               | Zachodnia              | 2                      | 34  | 22  | 60,7 | Przegrana – Runda I (Omaha) 2-1                                                                                      |
| 1995–96                | CBA                    | Narodowa               | Południowa             | 1                      | 32  | 24  | 57,1 | Wygrana – Runda I (Oklahoma City) 3-1 Wygrana – Finał Konferencji (Florida) 3-2 Wygrana – Finał CBA (Fort Wayne) 3-2 |
| 1996–97                | CBA                    | Narodowa               |                        | 1                      | 47  | 9   | 83,9 | Przegrana – Runda I (Omaha) 3-2                                                                                      |
| 1997–98                | CBA                    | Narodowa               |                        | 2                      | 31  | 25  | 55,4 | Wygrana – Półfinały (Yakima) 3-2 Wygrana – Finał Konferencji (Fort Wayne) 3-0 Przegrana – Finał CBA (Quad City) 4-3  |
| 1998–99                | CBA                    | Narodowa               |                        | 1                      | 32  | 24  | 57,1 | Wygrana – Runda I (Idaho) 3-2 Wygrana – Finał Konferencji (Quad City) 3-2 Przegrana – Finał CBA (Connecticut) 4-1    |
| 1999–00                | CBA                    | Narodowa               |                        | 3                      | 30  | 26  | 53,6 | Wygrana – Runda I (Connecticut) 109-90 Przegrana – Półfinały (La Crosse) 99-90                                       |
| 2000–01^               | CBA                    | Narodowa               |                        | 5                      | 8   | 15  | 34,8 | |
| 2000–01                | IBL                    | Western                |                        | 3                      | 16  | 14  | 53,3 | Przegrana – Runda I (Rockford) 111-91                                                                                |
| 2001–02                | CBA                    | American               |                        | 2                      | 33  | 23  | 58,9 | Przegrana – Półfinały (Rockford) 3-1                                                                                 |
| 2002–03                | CBA                    | Narodowa               |                        | 4                      | 17  | 31  | 35,4 | |
| 2003–04                | CBA                    |                        |                        | 5                      | 23  | 25  | 47,9 | |
| 2004–05                | CBA                    | Zachodnia              |                        | 2                      | 31  | 17  | 64,6 | Wygrana – Półfinały (Dakota) 3-2 Wygrana – Finały CBA (Rockford) 3-1                                                 |
| 2005–06                | CBA                    | Zachodnia              |                        | 2                      | 30  | 18  | 62,5 | Wygrana – Runda I Turnieju Robina (2-0)                                                                              |
| 2006–07                | D-League               |                        | Wschodnia              | 2                      | 30  | 20  | 60   | Wygrana – Półfinały (Fort Worth) 128-105 Przegrana – Finały Dywizji (Dakota) 115-113                                 |
| 2007–08                | D-League               |                        | Centralna              | 2                      | 28  | 22  | 56   | Wygrana – Runda I (Dakota) 101-89 Przegrana – Półfinały (Austin) 99-93                                               |
| 2008–09                | D-League               |                        | Centralna              | 4                      | 25  | 25  | 50   | |
| 2009–10                | D-League               | Wschodnia              |                        | 2                      | 32  | 18  | 64   | Przegrana – Runda I (Tulsa) 2-1                                                                                      |
| 2010–11                | D-League               | Wschodnia              |                        | 7                      | 10  | 40  | 20   | |
| 2011–12                | D-League               | Wschodnia              |                        | 7                      | 15  | 35  | 29,2 | |
| 2012–13                | D-League               |                        | Centralna              | 4                      | 25  | 25  | 50   | |
| 2013–14                | D-League               |                        | Centralna              | 2                      | 31  | 19  | 62   | Wygrana – Runda I (Canton) 2-0 Przegrana – Półfinały (Fort Wayne) 2-0                                                |
| Suma – sezon regularny | Suma – sezon regularny | Suma – sezon regularny | Suma – sezon regularny | Suma – sezon regularny | 680 | 610 | 52,7 | 1989–2014 |
| Suma – play-off        | Suma – play-off        | Suma – play-off        | Suma – play-off        | Suma – play-off        | 41  | 40  | 50,6 | 1989–2014 |

^ CBA zawiesiła działalność w połowie sezonu.

## Nagrody i wyróżnienia

### CBA
| MVP                 | MVP Finałów                               | Debiutant Roku      | Obrońca Roku      | Trener Roku          | Menedżer Roku                                      |
| ------------------- | ----------------------------------------- | ------------------- | ----------------- | -------------------- | -------------------------------------------------- |
| Versile Shaw (2003) | Henry James (1996) Corsley Edwards (2005) | Jason Sasser (1997) | Corey Beck (1997) | Morris McHone (1997) | Greg Heineman (1995) Tommy Smith (1996, 1998–1999) |

### D-League
| MVP                                       | Obrońca Roku                                      | Trener Roku      | Menadżer Roku     |
| ----------------------------------------- | ------------------------------------------------- | ---------------- | ----------------- |
| Kasib Powell (2008) Jarnell Stokes (2016) | Greg Stiemsma (2010) DeAndre Liggins (2014, 2016) | Dan Craig (2016) | Adam Simon (2016) |

I skład D–League
- Kasib Powell (2008)[3]
- Reggie Williams (2010)[5]
- Demetris Nichols (2013)[7]
- Justin Hamilton (2014)[6]
- Jarnell Stokes (2016)[4]

II skład D–League
- Jared Reiner (2007)[8]
- DeAndre Liggins (2014, 2016)[4][6]
- Yante Maten (2019)

III skład D–League
- Patrick Ewing Jr. (2011)[9]

- Duncan Robinson (2019)

All–D–League Honorable Mention Team
- Frankie Williams (2007)[10]
- Stephen Graham (2007)[10]
- Chris Alexander (2008)[10]
- Greg Stiemsma (2010)[10]

I skład defensywny D-League
- Khem Birch (2015)
- Fuquan Edwin (2015)

I skład debiutantów D-League
- Alex Oriakhi (2014)
- Khem Birch (2015)
- Yante Maten (2019)
- Duncan Robinson (2019)

II skład debiutantów D-League
- Shawn Jones (2015)

III skład debiutantów D-League
- Andre Dawkins (2015)

Uczestnicy meczu gwiazd

- Stephen Graham (2007)[15]
- Kasib Powell (2008)[16]
- Reggie Williams (2010)[17]
- Dexter Pittman (2011)[18]
- Patrick Ewing Jr. (2011)[18]
- Charles Garcia (2012)[19]

- Demetris Nichols (2013)[20]
- Justin Hamilton (2014)
- DeAndre Liggins (2014)[21]
- Khem Birch (2015)[22]
- Jarnell Stokes (2016)[4]
- DeAndre Liggins (2016)[4]

- Keith Benson (2016)[4]
- Tre Kelley (2016)[4]
- Keith Benson (2017)[23]
- Briante Weber (2017)[23]
- Okaro White (2017)[23]

Zwycięzcy konkursu Shooting Stars
- Marqus Blakely (2012)

## Zawodnicy przypisani z zespołów NBA
Stan na zakończenie rozgrywek 2013/14
- Will Blalock – przez Detroit Pistons – 2006/07
- Amir Johnson – przez Detroit Pistons – 2006/07
- Jermareo Davidson – przez Charlotte Bobcats – 2007/08
- Chris Richard – przez Minnesota Timberwolves – 2007/08
- Alexis Ajinca – przez Charlotte Bobcats – 2008/09
- Sean Singletary – przez Charlotte Bobcats – 2008/09
- Nathan Jawai – przez Minnesota Timberwolves – 2009/10
- Jonny Flynn – przez Minnesota Timberwolves – 2010/11
- Dexter Pittman – przez Miami Heat – 2010/11
- Malcolm Lee – przez Minnesota Timberwolves – 2011/12
- Arnett Moultrie – przez Philadelphia 76ers – 2012/13
- Dexter Pittman – przez Miami Heat – 2012/13
- Jarvis Varnado – przez Miami Heat – 2012/13
- Justin Hamilton – przez Miami Heat – 2013/14

## Zawodnicy powołani przez zespoły NBA
Stan na zakończenie rozgrywek 2013/14

1989/90
- Quintin Dailey – przez Seattle SuperSonics
- Ralph Lewis – przez Detroit Pistons

1991/92
- Tharon Mayes – przez Los Angeles Clippers
- Bobby Phills – przez Cleveland Cavaliers

1992/93
- Ricky Blanton – przez Chicago Bulls
- Joe Courtney – przez Chicago Bulls

1993/94
- Ron Anderson – przez Washington Bullets
- Earl Cureton – przez Houston Rockets
- Bill Edwards – przez Philadelphia 76ers
- Adonis Jordan – przez Denver Nuggets

1994/95
- Darrick Martin – przez Minnesota Timberwolves

1995/96
- Corey Beck – przez Charlotte Hornets
- Henry James – przez Houston Rockets
- Reggie Jordan – przez Atlanta Hawks

1996/97
- Devin Gray – przez Sacramento Kings
- Henry James – przez Atlanta Hawks
- Reggie Jordan – przez Minnesota Timberwolves
- Stacey King – przez Boston Celtics, Dallas Mavericks
- Horacio Llamas – przez Phoenix Suns
- Jason Sasser – przez San Antonio Spurs, Dallas Mavericks
- Stevin Smith – przez Dallas Mavericks

1997/98
- Randy Livingston – przez Atlanta Hawks (dwukrotnie)
- Bob McCann – przez Toronto Raptors

1998/99
- Corey Beck – przez Detroit Pistons
- Monty Buckley – przez Portland Trail Blazers
- Nick Davis – przez New York Knicks
- Troy Hudson – przez Minnesota Timberwolves, Los Angeles Clippers
- Jonathan Kerner – przez Orlando Magic
- Randy Livingston – przez Miami Heat, Phoenix Suns
- Tyrone Nesby – przez Los Angeles Clippers
- Jason Sasser – przez Vancouver Grizzlies

2000/01
- Raja Bell – przez Philadelphia 76ers

2001/02
- Randy Livingston – przez Seattle SuperSonics

2002/03
- Randy Livingston – przez New Orleans Hornets

2003/04
- Darrick Martin – przez Minnesota Timberwolves (dwukrotnie)

2004-05
- Corsley Edwards – przez New Orleans Hornets
- Donnell Harvey – przez New Jersey Nets
- Randy Livingston – przez Utah Jazz
- John Thomas – przez Minnesota Timberwolves

2005/06
- Noel Felix – przez Seattle SuperSonics
- Stephen Graham – przez Houston Rockets, Chicago Bulls, Cleveland Cavaliers
- Billy Thomas – przez Washington Wizards

2006/07
- Andre Brown – przez Seattle SuperSonics
- Jared Reiner – przez Milwaukee Bucks

2007/08
- Bobby Jones – przez Houston Rockets, Miami Heat, San Antonio Spurs, Denver Nuggets
- Kasib Powell – przez Miami Heat (dwukrotnie)

2009/10
- Alexander Johnson – przez Houston Rockets
- Greg Stiemsma – przez Minnesota Timberwolves
- Reggie Williams – przez Golden State Warriors

2010/11
- Patrick Ewing Jr. – przez New Orleans Hornets

2011/12
- Keith Benson – przez Golden State Warriors
- Greg Stiemsma – przez Boston Celtics

2012/13
- Donald Sloan – przez New Orleans Hornets
- Jarvis Varnado – przez Boston Celtics, Miami Heat

2013/14
- Justin Hamilton – przez Charlotte Bobcats, Miami Heat
- DeAndre Liggins – przez Miami Heat